# سقوط اوترمر
سقوط اوترمر (انگلیسی: Fall of Outremer)، به دوره‌ای از تاریخ جنگ‌های صلیبی از آخرین جنگ صلیبی اروپاییان در اراضی مقدس در سال ۱۲۷۲ تا سقوط دولت‌های صلیبی در سال ۱۳۰۳ گفته می‌شود. دولت‌های صلیبی پس از پیروزی صلیبیون در نخستین جنگ صلیبی در سال ۱۰۹۹ تأسیس شدند اما سقوط اورشلیم در سال ۱۱۸۷، سرآغاز زوال و سقوط دولت‌های صلیبی در اراضی مقدس بود. اراضی مقدس میان سال‌های ۱۲۷۲ تا ۱۳۰۳ شاهد منازعات و جنگ‌های میان صلیبیون و اروپاییان با ممالیک بود. در نهایت، با محاصره و سقوط عکا در سال ۱۲۹۱، آخرین حضور دولت صلیبی در اراضی مقدس برچیده شد اما نیروهای مسیحی و لاتین هنوز موفق با نگه‌داشتن قلعه ارواد تا سال ۱۳۰۲ شدند.